# Суп с манными клёцками

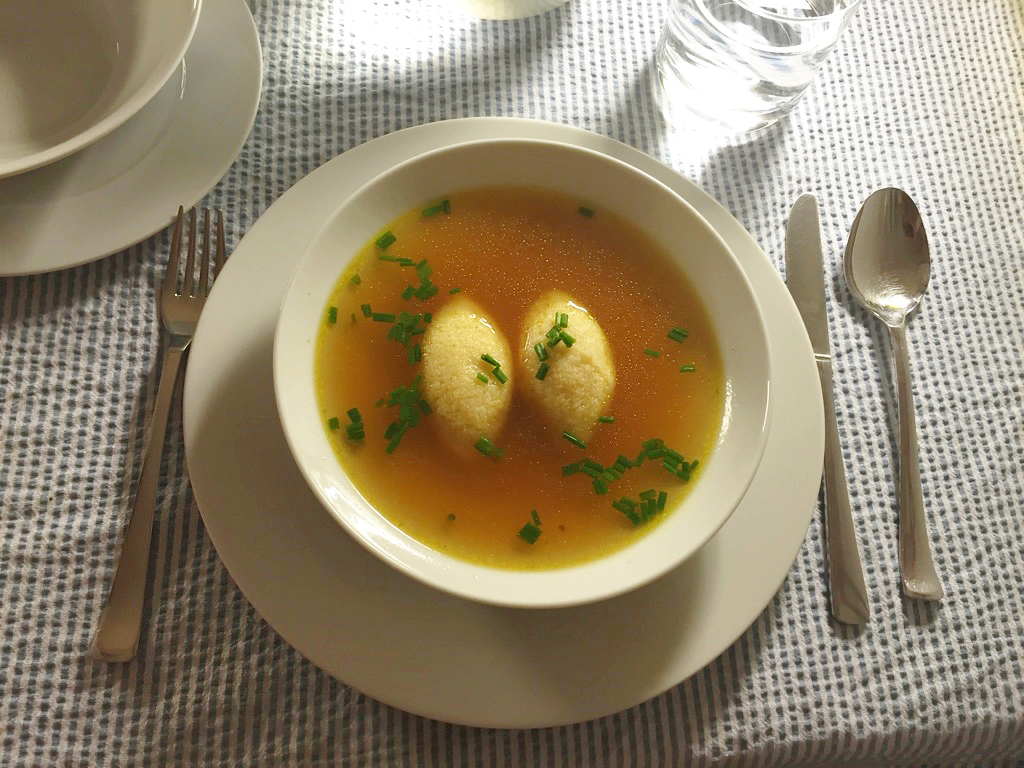
Классический венский суп с манными клёцками

Суп с манными клёцками (нем. Grießnockerlsuppe, Grießklößchensuppe) — классическое блюдо венской кухни, типичное блюдо баварской кухни, также распространено на юге Германии в целом. Представляет собой прозрачный суп, приготовленный на говяжьем бульоне с манными клёцками и луком скородой. В Баварии суп готовят также на курином бульоне. Особенно вкусными считаются клёцки, приготовленные из спельтовой манной крупы. В Австрии суп пользуется неизменной популярностью вместе с двумя другими: супом с блинной стружкой и супом с лапшой. Суп с манными клёцками считается лечебным при простуде.
Для приготовления клёцек взбитое сливочное масло смешивают с яйцом и манной крупой и приправляют солью и мускатным орехом. Из настоявшегося теста формуют овальные клёцки и отваривают их в подсоленной воде. Суп сервируют, заливая порцию готовых клёцек говяжьим бульоном, и декорируют луком скородой. Говяжий бульон варят иногда с нарезанной тонкими ломтиками морковью и приправляют лимонной цедрой, лавровым листом, имбирём, чёрным перцем или капсикумом.
В 1902 году директор первой в Вене частной кулинарной школы Й. М. Хайц по случаю основания Венского сецессиона придумал «сецессионные» нокерли и разноцветный живописный суп с ними: одну треть теста для клёцек предлагалось окрасить в зелёный цвет, подмешав припущенный шпинат, вторую — в красный — с томатной пастой.